# Dalea urceolata
Dalea urceolata är en ärtväxtart som beskrevs av Edward Lee Greene. Dalea urceolata ingår i släktet Dalea, och familjen ärtväxter.

## Underarter
Arten delas in i följande underarter:
- D. u. lucida
- D. u. tripetala
- D. u. urceolata